# Episodi di Flight 29 Down (seconda stagione)
La seconda stagione di Flight 29 Down è trasmessa in prima TV per l'Italia su Rai 2 dal 1º agosto 2009 al 12 settembre 2009.
| nº | Titolo originale            | Titolo italiano          | Prima TV Australia | Prima TV Italia  |
| -- | --------------------------- | ------------------------ | ------------------ | ---------------- |
| 1  | Look Who's Not Talking      | Ognuno per la sua strada | 9 settembre 2006   | 19 luglio 2009   |
| 2  | Groundbreaking              | La prima pietra          | 16 settembre 2006  | 1º agosto 2009   |
| 3  | She Said, He Said, She Said | Il nuovo rifugio         | 23 settembre 2006  | 2 agosto 2009    |
| 4  | The Uninvited               | Le nuove regole          | 30 settembre 2006  | 8 agosto 2009    |
| 5  | The Tide                    | Lavoro di squadra        | 7 ottobre 2006     | 9 agosto 2009    |
| 6  | Where There's Smoke         | Sorprese                 | 14 ottobre 2006    | 15 agosto 2009   |
| 7  | Home Sweet Home             | Casa dolce casa          | 21 ottobre 2006    | 16 agosto 2009   |
| 8  | Day 18 Chilloween           | Un giorno di festa       | 4 novembre 2006    | 22 agosto 2009   |
| 9  | Regrets                     | Rimpianti                | 11 novembre 2006   | 23 agosto 2009   |
| 10 | The Drift                   | La corrente              | 18 novembre 2006   | 29 agosto 2009   |
| 11 | Good Luck Abby              | Convivenza civile        | 25 novembre 2006   | 30 agosto 2009   |
| 12 | One Breath Away             | Conflitti                | 2 dicembre 2006    | 5 settembre 2009 |
| 13 | See Ya                      | Democrazia               | 9 dicembre 2006    | 6 settembre 2009 |